# Edgar Silva
Edgar de Freitas Gomes da Silva (São Martinho, Funchal, Madeira, 25 de setembro de 1962) é um político português. Exerceu as funções de padre católico, estando atualmente secularizado. Era conhecido pelas suas posições dissidentes em relação à hierarquia católica portuguesa.
É mestre em Teologia Sistemática, militante do Partido Comunista Português desde 1997/98, sendo membro do Comité Central, deputado e coordenador da CDU – Coligação Democrática Unitária na Região Autónoma da Madeira.
Foi candidato apoiado pelo PCP às eleições presidenciais portuguesas de 2016, nas quais ficou em quinto lugar, tendo obtido 182 906 votos (3,95%).

## Biografia
Edgar Silva é natural da freguesia de São Martinho, no Funchal, e filho de Mário Paulo Gomes da Silva e de Maria José Abreu de Freitas da Silva. Na década de 1980, foi da Madeira para o continente para frequentar o seminário. É licenciado em Teologia e mestre em Teologia Sistemática pela Universidade Católica Portuguesa.
Da obra publicada contam-se livros sobre questões de desenvolvimento humano e social como “Instrangeiros na Madeira” (2005), “Madeira, tempo perdido (2007), “Os bichos da Corte do Ogre usam máscaras de riso” (2010), “Pontes de Mudança, sociedades sustentáveis e solidárias” (2011).
Jogou no CD Nacional e chegou a ser detido pela Polícia de Segurança Pública quando dormiu à porta do tribunal para apoiar uma família que tinha sido despejada. Vive com a companheira e tem um filho.

### Intervenção cívica e política
Regressou à Madeira em 1987 e, deste ano a 1992, deu aulas na Universidade Católica do Funchal, foi coordenador do Seminário do Funchal e fundou o Movimento Apostolado das Crianças (MAC), onde denunciou a exploração sexual e o trabalho infantil na região. Nesta área destaca-se a luta pelas crianças de Câmara de Lobos que pediam esmola no Funchal com caixinhas de papelão com inscrições que alertavam para situações dramáticas (as “crianças/miúdos das caixinhas”).
Foi responsável por diversos projectos como o “Arco”, na Madeira, e por iniciativas sociais e de desenvolvimento local em bairros marcados pelos problemas da ultraperiferia social.
Fundou também, no âmbito do MAC, a Escola Aberta, uma escola que existiu entre 1990 e 1993 e tinha a finalidade ensinar a ler e a escrever às “crianças das caixinhas”. Esta teve inicialmente apoio governamental, tanto em termos financeiros, como em meios humanos, mas haveria de ser encerrada pelo Governo Regional em 1993, depois de o MAC ter entrado em choque com várias instituições governamentais, por defender formas de atuação diferentes e por ter entregue um dossiê à Amnistia Internacional, provedor de Justiça e Procuradoria-Geral da República sobre alegados maus tratos a crianças por parte da PSP. A este propósito refira-se que o comando da PSP não gostou e processou o MAC.
Sempre crítico da governação de Alberto João Jardim, subscreveu, em 1992, juntamente com outros sacerdotes, o manifesto Mais democracia, Melhor democracia, que foi tornado público dois meses antes das eleições regionais desse ano. A Diocese do Funchal não terá ficado agradada com o documento, pelo que Edgar Silva foi chamado pela Conferência Episcopal Portuguesa, um ano mais tarde, para ocupar o cargo de assistente nacional do Movimento Católico de Estudantes (MEC), em Lisboa. Ficaria neste posto entre 1992 e 1995.
Quando foi convocado para cumprir serviço militar, alegou objeção de consciência para cumprir serviço cívico e não ser recrutado. Regressou então ao Funchal e retomou o trabalho no MAC. Nesse ano, em 1996, foi signatário de outro documento, O futuro pertence à democracia. Era um texto bastante crítico para com o PSD-Madeira, onde se lia que o “exercício do poder político” não pode ser feito com “recurso à deslealdade e à mentira”.
«O manifesto, aliado às sucessivas denúncias nacionais e internacionais sobre prostituição infantil e pedofilia na Madeira e as críticas à pobreza, tornaram Edgar Silva um dos principais inimigos políticos de Alberto João Jardim. Edgar Silva não se cansava de afirmar que havia na ilha, além dos responsáveis criminais, também responsáveis morais, cumplicidades políticas e até pactos inter-institucionais que tentavam camuflar a situação de muitas crianças madeirenses.»

#### Partido Comunista Português
Em outubro de 1996, concorreu como candidato independente pela CDU – Coligação Democrática Unitária nas legislativas regionais. Neste ano, a CDU obteve o seu melhor resultado até à data em regionais e Alberto João Jardim chegou a chamá-lo de “agitador”. Desde aí que é deputado na Assembleia Legislativa da Madeira. Antes dele, os padres madeirenses Martins Júnior, presidente da Câmara Municipal de Machico pela UDP e pelo PS, e Mário Tavares Figueira, de C.ª de Lobos e deputado pela CDU, já tinham iniciado atividade em partidos políticos de esquerda.
Menos de um ano depois dessas eleições, em 1997, deixou o ministério sacerdotal e juntou-se ao PCP.
É membro do Comité Central desde o XVI Congresso do partido, em dezembro de 2000, e é o coordenador do PCP e da CDU na Região Autónoma da Madeira.
Foi membro da Assembleia Municipal do Funchal e da Assembleia de Freguesia de Santo António.

#### Eleições presidenciais de 2016
A sua candidatura às eleições presidenciais de 2016 foi anunciada a 8 de outubro de 2015, pelo PCP, apresentada a 15 de outubro e formalizada junto do Tribunal Constitucional a 7 de dezembro, com 15 000 proposituras (o limite máximo permitido). O seu mandatário nacional foi José Ernesto Cartaxo, antigo presidente da Assembleia Municipal de Vila Franca de Xira e antigo membro do Comité Central do PCP. Ficou em quinto lugar, com 182 906 votos (3,95%), o que constituiu a mais baixa percentagem até ao momento de qualquer candidato presidencial apoiado pelo PCP.